# Московский комбинат хлебопродуктов

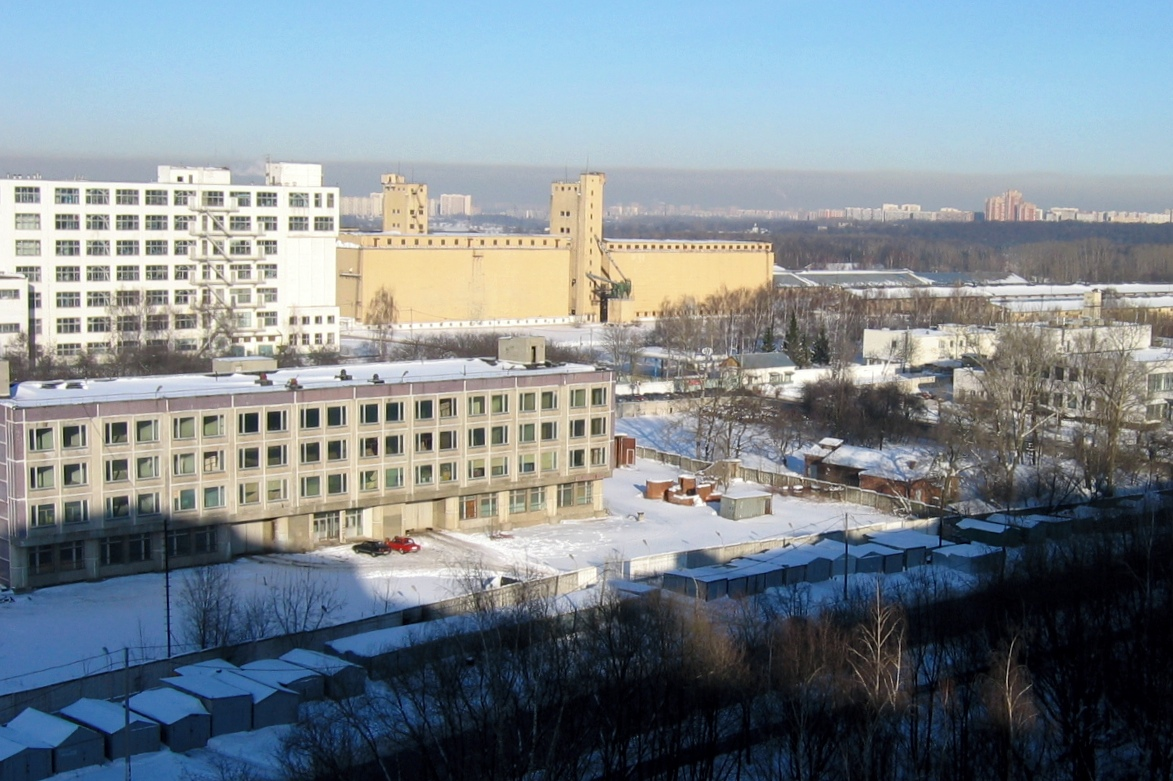
МКХ в 2005 году, до начала застройки его территории

Московский комбинат хлебопродуктов (МКХ) — мукомольное предприятие в Москве, основанное в 1936 году как база для хранения государственных запасов зерна. Включало два мукомольных завода мощностью 1 тыс. тонн переработки зерна в сутки, пять элеваторов общей ёмкостью 180 тыс. тонн, вспомогательные цеха, склады, собственную техническую базу обслуживания, административный корпус.
С 2004 года принадлежало компании «Настюша» Игоря Пинкевича. Выручка комбината в 2006 году составила около 3 млрд руб., результаты за 2007 год не публиковались. 
В 2007—2009 годы предприятие прекратило производственную деятельность, и на его территории площадью 40 га владельцы приступили к возведению жилого квартала. Благодаря масштабной стройке к 2012 году юридическое лицо бывшего комбината стало крупнейшим московским продавцом жилья, опередив всех профессиональных застройщиков, но в 2017 году в связи с затягиванием строительства и подозрением в обмане дольщиков Пинкевича арестовали, жилой комплекс передали другому застройщику, а в апреле 2018 года юридическое лицо Московского комбината хлебопродуктов признано банкротом.
В настоящее время в отношении юридического лица ведется процедура конкурсного производства, активы распродаются с торгов конкурсным управляющим.